# Estadio Bello Horizonte – Rey Pelé
Das Estadio Bello Horizonte – Rey Pelé ist ein Fußballstadion mit Leichtathletikanlage in der kolumbianischen Stadt Villavicencio, Departamento del Meta. Es bietet Platz für 15.000 Zuschauer und ist die Heimspielstätte des Fußballvereins Llaneros FC.

## Geschichte
| Estadio Bello Horizonte – Rey Pelé |

| Lokalisierung von Meta in Kolumbien |

Das 1958 errichtete und nach dem damaligen Bürgermeister von Villavicencio benannte Stadion war ab den 1990er Jahren Heimspielstätte der Zweitligisten Alianza Llanos (1991–1997) und Unión Meta (2000) sowie ab 2002 von Centauros Villavicencio, der ein Jahr in der 2003 ersten kolumbianischen Liga spielte, aber 2011 nach Popayán umzog und in Universitario Popayán umbenannt wurde. Seit 2012 trägt der Verein Llaneros FC im Stadion seine Heimspiele aus.
Im Zuge der Renovierung von 2013 wurde der Naturrasen durch einen Kunstrasen ersetzt.
Die Anlage wurde von 2019 bis 2020 umfangreich renoviert, überdacht und wieder ein Naturrasen verlegt. Danach wurde es in Estadio Bello Horizonte umbenannt. Der Gouverneur des Departamento del Meta, Juan Guillermo Zuluaga, gab Anfang Januar 2023 an, dass das 2019 renovierte Stadion, zu Ehren des Ende Dezember 2022 verstorbenen Pelé, in Estadio Bello Horizonte – Rey Pelé (deutsch König Pelé) umbenannt wird.